# In Dreams (canción de Marion Raven)
«In Dreams» es una canción pop, escrita e interpretada por la cantautora noruega Marion Raven. Es el primer sencillo promocional de su cuarto álbum "Scandal Vol. 1", que salió a la venta el 22 de septiembre de 2014 en Noruega. 
El sencillo salió en forma digital en las principales tiendas digitales de Noruega como iTunes y Wimp, el 10 de junio de 2014. "In Dreams" es también el segundo sencillo internacional de la reedición de su álbum Songs from a Blackbird, y salió en la radio alemana el 14 de septiembre acompañado de un remix.
Desde su lanzamiento, esta canción se ha convertido en una inspiración para todos los seguidores de la cantante en el mundo.

## Vídeo musical
El vídeo musical de "In Dreams" fue grabado el 17 de junio en Múnich, Alemania. Por un error del director del video Manuel Wenger, éste fue filtrado en internet a través de Vimeo en el canal personal del mismo director.
Pocas horas después, el video fue subido a varios canales de Youtube por los fanáticos de la cantante, pero fue retirado inmediatamente de todos los sitios de alojamiento hasta el día del estreno oficial.
La premier del vídeo fue el 7 de julio de 2014 a través del sitio Vg.no. En el vídeo se puede ver a Marion manejando un lujoso automóvil blanco mientras canta. También se puede observar a Raven en un campo de trigo a cielo abierto; vestida de color blanco. Hay escenas en las que ella toca una guitarra negra con dos siluetas que parecen ser cuervos.

## Versiones
1. In Dreams (Album/Single version) - 4:06
2. In Dreams (Achtabahn Remix) - 3:36